# Actinosoma pentacanthum
Actinosoma pentacanthum (Walckenaer, 1841) è un ragno appartenente alla famiglia Araneidae.
È l'unica specie nota del genere Actinosoma.

## Etimologia
Il nome deriva dal greco ἀκτίς, actìs, cioè splendore, lampo, e σώμα, sòma, cioè corpo, per l'aspetto dai colori vivaci.

## Distribuzione
L'unica specie oggi nota di questo genere è stata rinvenuta in America meridionale, nell'areale compreso fra Colombia e Argentina.

## Tassonomia
Dal 2002 non sono stati esaminati altri esemplari, né sono state descritte sottospecie al 2013.

### Specie trasferite
- Actinosoma heteracanthum Mello-Leitão, 1943; trasferita al genere Wagneriana F. O. P.-Cambridge, 1904, con la denominazione di Wagneriana heteracantha (Mello-Leitão, 1943) a seguito di un lavoro dell'aracnologo Levi del 1991[1].
- Actinosoma riscoi Archer, 1971; confluita nel genere Rubrepeira Levi, 1992, assumendo la denominazione di Rubrepeira rubronigra (Mello-Leitão, 1939) a seguito di un lavoro dello stesso Levi del 1976[1].